# Temeljna odluka o uspostavi i proglašenju Hrvatske Republike Herceg-Bosne
Temeljna odluka o uspostavi i proglašenju Hrvatske Republike Herceg-Bosne bila je ustavna odluka Zastupničkog doma Hrvatske Republike Herceg-Bosne donesena 28. kolovoza 1993. kojom je Hrvatska zajednica Herceg-Bosna proglašena republikom i kojom su doneseni njezini ustavni zakoni.

## Pozadina
Posredstvom Ujedinjenih naroda, tri zaraćene strane, hrvatska, srpska i muslimanska, vodile su pregovore za okončanje rata u Bosni i Hercegovini i oko uspostavljanja Unije republike Bosne i Hercegovine. Kako su srpska i bošnjačka stranka imale svoja predstavništva parlamenata - Srbi su imali predstavnike Narodne skupštine Republike Srpske, a Muslimani Narodne skupštine RBiH iz reda muslimanskog naroda - i Hrvati su trebali uspostaviti svoje zakonodavno tijelo kako bi obrazovali njegovo predstavništvo, pa je 28. kolovoza 1993. osnovan Zastupnički dom Hrvatske Republike Herceg-Bosne.
U sklopu mirovnih pregovora koji su predviđali stvaranje triju republika u Bosni i Hercegovini, hrvatske, srpske i muslimanske, Zastupnički dom HR HB je 28. kolovoza 1993. donio Temeljnu odluku o uspostavi i proglašenju Hrvatske Republike Herceg-Bosne kao temelj za uspostavu mira i osnivanje Unije republika BiH.

## Struktura
Temeljna odluka o uspostavi i proglašenju Hrvatske Republike Herceg-Bosne ima dva dijela - izvorišne osnove i Temeljne odredbe koje sadrže 13 članaka.
U izvorišnoj osnovi istaknuto je pravo Hrvata Bosne i Hercegovine kao konstitutivnog naroda na ravnopravnost s druga dva konstitutivna naroda Bosne i Hercegovine, Srbima i Muslimanima, te u skladu s tim njihovo pravo na zajedničko uređivanje pitanja "iz dosadašnjeg i budućeg zajedničkog života" s druga dva konstitutivna naroda "demokratskim i mirnim putem".
Temeljnom odlukom promijenjeno je ime Hrvatskoj zajednici Herceg-Bosni u Hrvatska Republika Herceg-Bosna. Kao oblik vlasti izabrana je parlamentarna demokracija, a vlast je podijeljena na zakonodavnu, koju nosi Zastupnički dom, izvršnu, koju nosi Vlada i sudsku koju nose neovisni sudovi.
Odlučeno je da predsjednika i članove Vlade bira Zastupnički dom na temelju odluke predsjednika Republike.
Predsjednik Republike na osnovi Temeljne odluke imao je nadležnost predstavljati Republiku u inozemstvu, izražavati njezino 
konstitutivno jedinstvo i brinuti se za jedinstveno djelovanje svih tijela državne vlasti. Također je određeno da je predsjednik Republike vrhovni zapovjednik republičkih Oružanih snaga s ovlasti da postavlja i razrješava vojne dužnosnike uz pribavljeno mišljenje Vlade.
Temeljnom odlukom odabrani su zastava i grb Herceg-Bosne, a za glavni grad Republike određen je Mostar.
Donijeta je i odluka o važenju svih pravnih propisa Hrvatske zajednice Herceg-Bosne i svih pravnih propisa Republike BiH koji nisu u suprotnosti s pravnim propisima Herceg-Bosne. Prema Temeljnoj odluci, vlast su obnašala tijela Hrvatske zajednice Herceg-Bosne, uključujući i predsjednika Republike, do izbora i imenovanja tijela na osnovi Temeljne odluke.